# Daniel Gil Pila
Daniel Gil Pila (Santander, Cantabria, España, 17 de febrero de 1930 - Madrid, 14 de noviembre de 2004), diseñador gráfico español, autor de más de cuatro mil cubiertas para Alianza Editorial y conocido referente del diseño gráfico español del siglo XX.

## Biografía
Nacido en Santander el 17 de febrero de 1930. Desde muy joven sintió inclinación hacia las artes plásticas lo que le llevó a estudiar Artes y Oficios en Santander y realizar posteriormente estudios de Bellas Artes en Madrid, carrera que abandonó para regresar a su ciudad natal. De regreso en Santander, se incorpora a los círculos artísticos y literarios de la época, en compañía de su hermano Francisco. En 1951 realiza su primer diseño de cubierta, para el libro de Manuel Arce Carta de paz a un hombre extranjero, editado en Santander, en la colección "Flor".
Se ha insinuado que Daniel Gil estudió en la Escuela de Ulm, en Alemania, pero no hay ningún dato que lo corrobore. De vuelta a España, entre 1959 y 1966, se dedicó al diseño de portadas de discos para la compañía discográfica “Hispavox”, pero en 1966 comenzó a trabajar para Alianza Editorial, de la mano de Javier Pradera, donde desarrolló su obra más conocida como diseñador gráfico: las portadas de la colección “El Libro de Bolsillo”. Gil rompió con una estética editorial excesivamente convencional para introducir un nuevo lenguaje gráfico más innovador y experimental. Durante años contribuyó a crear una de las imágenes más sólidas y atractivas del diseño gráfico español y se convirtió en un referente para todas las nuevas generaciones de creadores gráficos.
Colaboró con otras editoriales entre las que se pueden citar: PENÍNSULA (Madrid), EUROS (Barcelona), HELIOS (Madrid), MONDADORI (Madrid).
En 1989 abandonó Alianza Editorial, donde había trabajado durante casi veinticinco años, y emprendió otras actividades entre las que destaca su labor en el Museo Thyssen-Bornemisza, donde realizó su símbolo gráfico.
En 1984 recibió la Medalla de Oro de Bellas Artes. Sin embargo, los Premios Nacionales de Diseño no tuvieron en cuenta la magnitud de su figura hasta que en el año 2001 le concedieron una mención honorífica que Gil rechazó.
En 2003 la revista de diseño, creatividad y comunicación Visual creó los Premios Daniel Gil de Diseño Editorial, con una doble finalidad: "reivindicar el trabajo de Daniel Gil y el carácter novedoso de sus lenguajes... También destacarán cada año lo mejor que en el terreno del diseño de libros se produzca, y establecerán  un reconocimiento a las trayectorias de los mejores diseñadores y las mejores editoriales".  Se entregan los siguientes premios: diseño de libro, diseño de cubierta, diseño de colección, catálogo/libro de arte, libro infantil, libro institucional/promocional/de empresa, ilustración/fotografía y de aplicación tipográfica.
Falleció en Madrid, el 14 de noviembre de 2004.
En 2006, con motivo del 40 aniversario de la creación de Alianza Editorial, se ha editado una selección de grandes títulos de la colección "El libro de bolsillo", en tapa dura y con las cubiertas originales de Daniel Gil.